# Julius Wilhelm Planck
Johann Julius Wilhelm von Planck (Gottinga, 22 aprile 1817 – Monaco di Baviera, 14 settembre 1900) è stato un giurista tedesco.

## Biografia
Fu professore di diritto romano, diritto civile e diritto penale nelle seguenti università:
- Gottinga dal 1839 al 1842
- Basilea dal 1842 al 1845
- Greifswald dal 1845 al 1850
- Kiel e poi Monaco di Baviera dal 1850 al 1867

Fu membro dell'Accademia delle scienze prussiana e dell'Accademia delle scienze bavarese e partecipò alla stesura del Bürgerliches Gesetzbuch (Codice Civile) tedesco. Il titolo nobiliare gli fu concesso dalla Baviera nel 1870. Si distinse nell'applicazione del metodo storico allo studio comparato della procedura civile e penale.
Fu padre dello scienziato Max Planck.

## Opere
- Lehrbuch des Deutschen Civilprozessrechts, 2 volumi, Nördlingen 1887/1896
- Über die historische Methode auf dem Gebiet des deutschen Civilprozeßrechts. Monaco di Baviera 1889 (Digitalisat)
- Das deutsche Gerichtsverfahren im Mittelalter, 1879